# Espejo frontal

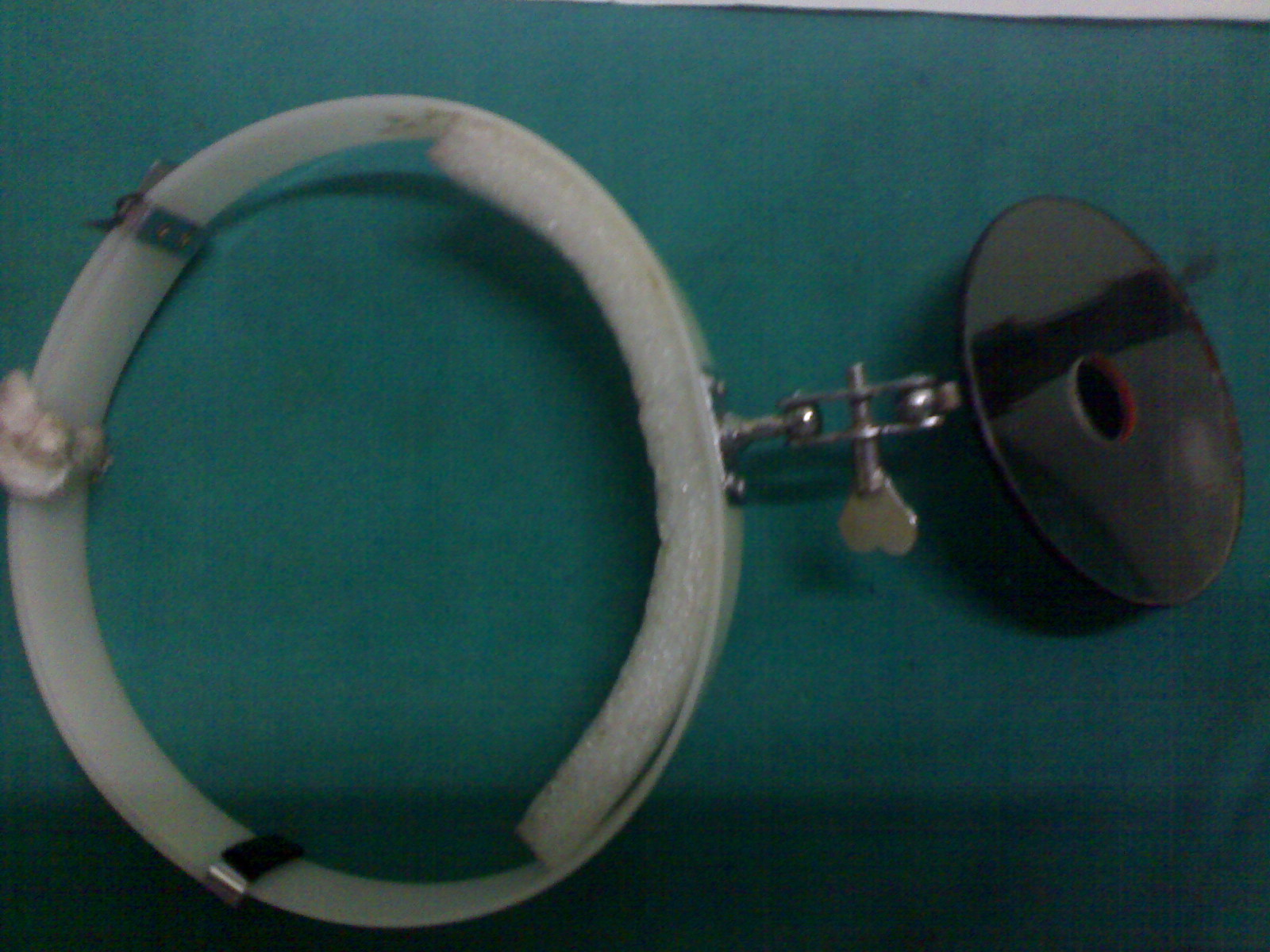
Espejo frontal

El espejo frontal es un instrumento propio de sí mismo de la otorrinolaringología que consiste en un espejo cóncavo con un agujero que el explorador se sujeta en la cabeza mediante una cinta. Se usa para concentrar y orientar los rayos luminosos procedentes de una fuente externa hacia una cavidad (típicamente la cavidad oral) y permitir simultáneamente su examen, sin producir sombras. Con la aparición de otros instrumentos (fibroscopio, otoscopio, linternas tipo lápiz), su uso es cada vez menos habitual.
El espejo frontal, junto con el fonendoscopio, es un elemento propio de las caricaturas de los médicos, especialmente de los médicos de cabecera y de los otorrinolaringólogos.

## Invención y origen
En 1841, el médico alemán Friedrich Hoffmann inventa un dispositivo consistente en un espejo cóncavo con un agujero central y un mango para su sujeción, que permitía examinar las cavidades del organismo humano (orales, faríngeas, nasales y auditias, así como el conducto genital de la mujer, y el recto). El espejo se utilizaba para la reflexión de rayos solares, si bien más tarde se usaron otras fuentes de luz artificial, como una lámpara de alcohol o queroseno. Dicho dispositivo tuvo una rápida aceptación por parte de los otólogos más afamados de la época.
La necesidad de tener ambas manos libres durante el examen de los pacientes o la realización de determinadas intervenciones quirúrgicas, motivó el perfeccionamiento ulterior del dispositivo ideado por Hoffmann. Johann Czermak le adosó un vástago para sostenerlo entre los dientes, mecanismo que tampoco produjo resultados satisfactorios. Posteriormente tuvo la simple, pero brillante ocurrencia de fijar el espejo a un cintillo que se ajustaba alrededor de la cabeza.

## Descripción y uso
Consiste en un espejo cóncavo con un orificio en el centro y fijado, mediante un codo móvil, a una cinta semirrígida que se coloca alrededor de la cabeza del explorador, permitiendo que este tenga las manos libres.
El diámetro del espejo puede variar entre 9 cm y 12 cm.El espejo concentra la luz reflejada a una distancia de 25-30 cm, que corresponde a la distancia visual del explorador.
El espejo debe colocarse con el orificio justo delante del ojo no dominante (normalmente el izquierdo). Hay que tener habilidad para dirigir la luz al sitio preciso que se quiere explorar sin tener que poner la cabeza en posturas forzadas.
El espejo frontal refleja la luz de una lámpara colocada al lado del paciente que apunta directamente al médico y por tanto al espejo frontal. El espejo refleja la luz al punto a explorar, que el médico alcanza en visión estereoscópica si se ha puesto correctamente el espejo.
El libro Atención Primaria. Conceptos, organización y práctica clínica describe de esta manera los pasos a seguir para un uso correcto del espejo frontal.
1. Colocación de una fuente de luz (lámpara) 50 cm por detrás y lateralmente a la silla de exploración que ocupa el paciente (a la derecha de éste).
2. Colocación del espejo frontal en la frente del explorador que se halla sentado frente al paciente, de forma que tape el ojo del lado que está situada la fuente de luz (ojo izquierdo).
3. Acto seguido el explorador cierra el ojo contralateral (ojo derecho) y mira a través del orificio del espejo frontal (ojo izquierdo), movilizando el espejo hasta que su campo visual coincida con el de la luz reflejada.
4. Finalmente, el explorador abre el ojo contralateral (derecho) para obtener una visión binocular e iniciar la inspección.